# Calvin Trillin
Calvin (Bud) Trillin Marshall (Kansas City (Misuri)), 5 de diciembre de 1935) es un escritor, periodista, poeta, cronista y humorista estadounidense, conocido por sus trabajos sobre gastronomía y alimentación. Ha colaborado con las revistas The Nation y The New Yorker.